# 1935-ös magyar asztalitenisz-bajnokság
Az 1935-ös magyar asztalitenisz-bajnokság a tizenkilencedik magyar bajnokság volt. A bajnokságot március 22. és 25. között rendezték meg Budapesten, a BBTE tornatermében (a selejtezőt az MTK Erzsébet körút 49. alatti, a PSL Lipót körút 4. alatti és a DSC Sas utca 15. alatti helyiségében).

## Eredmények
| Versenyszám  | Arany                                                | Arany | Ezüst                                      | Ezüst | Bronz                                                                                    | Bronz |
| ------------ | ---------------------------------------------------- | ----- | ------------------------------------------ | ----- | ---------------------------------------------------------------------------------------- | ----- |
| Férfi egyéni | Házi Tibor Duna SC                                   |       | Lovászy János Újpesti TE                   |       | Szabados Miklós Duna SCMechlovits Zoltán MTK                                             |       |
| Női egyéni   | Sipos Anna Pénzintézeti SL                           |       | Gál Magda Duna SC                          |       | Ferenczy Ida Ferencvárosi TCKirály Ilona Ferencvárosi TC                                 |       |
| Férfi páros  | Szabados Miklós, Házi Tibor Duna SC                  |       | Mechlovits Zoltán, Kelen István MTK        |       | Vermes László, Bródy Ervin Duna SCFöldi Ernő, Sárosi Tibor Duna SC                       |       |
| Női páros    | Sipos Anna, Gál Magda Pénzintézeti SL, Duna SC       |       | Ferenczy Ida, Király Ilona Ferencvárosi TC |       | Némethy Magda, Corinne Migneco Pénzintézeti SL, ?dr. Rácz Emilné, Homoki Erzsébet MTK, ? |       |
| Vegyes páros | Szabados Miklós, Sipos Anna Duna SC, Pénzintézeti SL |       | Kelen István, Corinne Migneco MTK, ?       |       | Házi Tibor, Gál Magda Duna SCLichtblau Zoltán, dr. Rácz Emilné MTK                       |       |